# Foros de Vale de Figueira
Foros de Vale de Figueira é uma freguesia portuguesa do município de Montemor-o-Novo, com 67,40 km² de área e 1011 habitantes (censo de 2021). A sua densidade populacional é 15 hab./km².
A freguesia foi criada em 1988 com lugares desanexados das freguesias de Cabrela e Nossa Senhora do Bispo, pela Lei n.º 65/88, de 23 de maio.

## Demografia
A população registada nos censos foi:
| Distribuição da População por Grupos Etários | Distribuição da População por Grupos Etários | Distribuição da População por Grupos Etários | Distribuição da População por Grupos Etários | Distribuição da População por Grupos Etários |
| -------------------------------------------- | -------------------------------------------- | -------------------------------------------- | -------------------------------------------- | -------------------------------------------- |
| Ano                                          | 0-14 Anos                                    | 15-24 Anos                                   | 25-64 Anos                                   | > 65 Anos                                    |
| 2001                                         | 133                                          | 130                                          | 513                                          | 289                                          |
| 2011                                         | 129                                          | 81                                           | 509                                          | 351                                          |
| 2021                                         | 87                                           | 91                                           | 457                                          | 376                                          |

## Localidades
- Courela da Freixeirinha
- Courelas da Caneira
- Courelas da Carvalhice
- Courelas de Portaleiro
- Espinheira
- Foros de Vale Figueira
- Freixo do Meio